# Dokter Zwitser
Dokter Zwitser (Frans: Docteur Poche) is een Belgische stripreeks van Marc Wasterlain. De strip debuteerde in het tijdschrift Spirou in 1976.

## Hoofdpersonage
Het hoofdpersonage is een huisdokter met een zeer lange neus. Hij is ook de uitvinder van onder andere een verjongingsdrankje. In het eerste album krijgt hij een magische jas waarmee hij kan vliegen. In het derde album, Verse nootjes, toonde Wasterlain hoe de jonge Zwitser zijn roeping als arts kreeg. Tijdens een vakantie ontmoetten hij en zijn zwarte adoptiebroer Robert een Vietnamees meisje, Thi-Hué. Tijdens een hoogoplopende ruzie tussen Zwitser en Robert gaat Thi-Hué hulp zoeken en verongelukt in het verkeer.

## Albums
De eerste acht albums verschenen bij Dupuis:
| Nummer | Titel                       | Jaartal (Eerste druk) |
| ------ | --------------------------- | --------------------- |
| 1      | Middernacht, Dokter Zwitser | 1978                  |
| 2      | Bij de vlindermensen        | 1979                  |
| 3      | Verse Nootjes               | 1980                  |
| 4      | Kattenplaneet               | 1981                  |
| 5      | De reus die vragen stelde   | 1982                  |
| 6      | De blauwe vos               | 1984                  |
| 7      | Het rare aapje              | 1985                  |
| 8      | Het toverwoud               | 1990                  |

Daarna verschenen er nog vijf albums bij Casterman:
| Nummer | Titel                                       | Jaartal (Eerste druk) |
| ------ | ------------------------------------------- | --------------------- |
| 1      | De kerstman                                 | 1995                  |
| 2      | Het paaskipje                               | 1997                  |
| 3      | Het mysterie van de verdwenen tuinkabouters | 1998                  |
| 4      | De lieveheersbeestjes                       | 1999                  |
| 5      | De betoverde pompoenen                      | 2000                  |

Uitgeverij Arcadia bracht enkele nog onvertaalde avonturen van Dokter Zwitser, zoals Terugkeer naar de Kattenplaneet (2017).